# Yangiyer
Yangiyer es una localidad de Uzbekistán, en la provincia de Sir Daria.
Se encuentra a una altitud de 210 m sobre el nivel del mar. La ciudad cuenta con varias plantas incluyendo una planta de materiales de construcción, planta de tubos, planta de asfalto.

## Demografía
Según estimación 2010 contaba con una población de 37 059 habitantes.